# Andrea Capozzi
Andrea Capozzi (Valenzano, 1898 – Quota 717 di Bregu Rapit, 9 marzo 1941) è stato un militare italiano, decorato con la medaglia d'oro al valor militare alla memoria nel corso della seconda guerra mondiale.

## Biografia
Nacque a Valenzano nel 1898, figlio di Emanuele e Maria D'Alessio. 
Chiamato a prestare servizio militare nel Regio Esercito nel 1917, partecipò alla prima guerra mondiale dapprima nel 56º Reggimento fanteria "Marche", e poi distinguendosi sul Monte Asolone nel gennaio 1918 nelle file del 21º Reggimento fanteria "Cremona", dove rimase ferito e venne decorato con una medaglia d'argento al valor militare. Posto in congedo nel corso del 1920 con il grado di tenente di complemento, conseguì il diploma di ragioniere, entrando poi nei ruoli del Ministero degli interni presso la Prefettura di Vercelli. Promosso capitano a scelta dal 1º luglio 1930, fu richiamato in servizio attivo per addestramento nell'aprile 1939. Congedato nell'aprile 1940, fu richiamato nuovamente in servizio dopo circa otto mesi e, in piena seconda guerra mondiale, destinato al 63º Reggimento fanteria della 59ª Divisione fanteria "Cagliari", il 27 gennaio 1941 sbarcava a Durazzo, in Albania. Cadde in combattimento a Quota 717 di Bregu Rapit il 9 marzo 1941, e fu poi decorato con la medaglia d'oro al valor militare alla memoria.

### Fonti
1. ↑  Gruppo Medaglie d'Oro al Valore Militare 1965, p. 589.
2. 1 2 3 4 5  Combattenti Liberazione.
3. ↑   Medaglia d'oro al valor militare Capozzi, Andrea, su quirinale.it, Quirinale. URL consultato l'11 febbraio 2023.
4. ↑  Registrato alla Corte dei conti addì 11 luglio 1942,  guerra registro 25, foglio 103.